# Cyrtandra montana
Cyrtandra montana är en tvåhjärtbladig växtart som beskrevs av John Wynn Gillespie. Cyrtandra montana ingår i släktet Cyrtandra och familjen Gesneriaceae. Inga underarter finns listade i Catalogue of Life.